# Фил Колинс
Вижте пояснителната страница за други личности с името Фил Колинс.
Филип Дейвид Чарлс Колинс (на английски: Philip David Charles Collins, роден на 30 януари 1951 г. в Лондон) е английски рок и поп музикант. Известен е като водещ певец и барабанист на прогресив рок групата Дженезис. Носител е на 7 награди Грами.

## Биография
Започва кариерата си много млад. През 1970 г., когато се присъединява към групата Дженезис, вече е станал известен като барабанист. Има един брат и една сестра.
През 1975 г., когато главният певец Питър Гейбриъл напуска групата, Колинс става водещ вокал. През този период групата Дженезис жъне огромен успех, през 1986, Invisible Touch оглавява класациите по продажби. През 1996 г. Колинс обявява, че напуска Дженезис.
През 70-те години Фил Колинс е барабанист на групата Бренд икс. През 80-те той свири заедно с Робърт Плант и групата Tears for Fears. Сътрудничи си с много известни музиканти като Джордж Харисън, Пол Маккартни, Робърт Плант, Ерик Клептън, Майк Олдфийлд и др.
През 1981 г. Колинс започва соло кариера с албума Face Value, номер едно в британските класации (Face Value остава 6 години в Топ 75). През 1985 г. участва в концертите Live Aid, като пресича Атлантическия океан с Конкорд за да участва в два концерта (във Великобритания и САЩ). Паралелно с това продължава актьорската си кариера, като играе във филма Buster (1988).
Продажбите на албумите му рязко спадат след излизането на Both Sides през 1993. В цял свят са продадени близо 200 милиона копия от албумите на Фил Колинс (включително и тези на Дженезис).
През 1999 г. Колинс получава Оскар за песента You'll Be In My Heart от филма Тарзан.
През 2003 г. Фил Колинс пише музиката за саундтрака на Братът на мечката.
На 7 март 2011 г. Фил Колинс заявява, че приключва музикалната си кариера.
През март 2020 г. Колинс, Банкс и Ръдърфорд обявяват, че са сформирали още веднъж Genesis, за да предприемат турнето „The Last Domino?“. Този път към групата се присъединява синът на Колинс, Ник, на барабаните, оставяйки баща му да се занимава с главните вокали. След като турнето е пренасрочвано два пъти поради пандемията от COVID-19, то започва през септември 2021 г. и завършва в Лондон на 26 март 2022 г. На последното шоу, в O₂ Arena в Лондон, Колинс казва от сцената: „Това е последното шоу за Genesis.“

## Личен живот
През 1975 г. Фил се жени за момиче на име Андреа Берторели, с която се е запознал още като 11-годишен в театралното училище в Лондон. Колинз също осиновява дъщеря ѝ Джоели (род. 1972) от първия ѝ брак. През 1976 г. им се ражда син – Саймън. Андреа обаче така и не успява да свикне с постоянната заетост на Фил с концерти и гастроли, и през 1980 г. те се развеждат.
През 1985 г. музикантът се жени за американката Джил Тевелман. През 1989 г. се ражда дъщеря им Лили Колинс. През 1996 г. бракът на Фил и Джил се разпада.
Трета жена на певеца става швейцарският модел от мексикански произход Ориана Цевей. Сватбата се състои през 1999 г. През 2001 г. им се ражда син, Николас, а през 2004 г. – втори син, Матю.
През 2008 г. Фил и Ориана се развеждат. Музикантът изплаща на бившата си жена 25 млн. фунта стерлинги (около 50 млн. щ.д.) – една от най-големите суми за обезщетение за цялата история на бракоразводните дела. През 2016 г. обаче певецът съобщава, че са се сдобрили с Цевей и живеят заедно с децата в дома на Фил в Майами. През октомври 2020 г. обаче Колинс подава известие за изгонване срещу Цевей, след като тя тайно се омъжва за друг през август с.г. Колинс продава дома си в Маями през 2021 г. за 39 милиона щ.д.
От средата на 1990-те години Фил има проблеми със здравето. Отначало го спохожда частична загуба на слуха, а след това е лишен от възможността да свири на барабани, което е следствие от увредени нерви на двете ръце. През 2015 г. Колинс е подложен на операция на гръбначния стълб, а след две години получава травма на главата, след подхлъзване в хотелската му стая. В тежко състояние Фил е откаран в лондонска болница, а концертите в Роял Албърт хол са отложени. Оттогава Колинс се движи с помощта на бастун, а на своите концерти, като правило, участва седнал.

## Дискография

### Студийни албуми
- 1981: Face Value
- 1982: Hello, I Must Be Going
- 1985: No Jacket Required
- 1989: ...But Seriously
- 1993: Both Sides
- 1996: Dance Into the Light
- 2002: Testify
- 2010: Going Back

### Концертни албуми
- Serious Hits... Live! (1990)

### Сборни албуми
- ...Hits (1998)
- Love Songs: A Compilation... Old and New (2004)
- The Platinum Collection (2004)
- The Singles (2016)
- Other Sides (2019)

### Бокс сетове
- Take a Look at Me Now: The Collection (2016)
- Plays Well with Others (2018)

### Саундтракове
- Tarzan (1999)
- Brother Bear (2003)

### Ремикс албуми
- 12"ers (1987)
- Remixed Sides (2019)

### Номер едно хитове
Следните сингли са достигали номер едно в класациите на Великобритания или САЩ.
| 1981 | „In the air tonight“ (номер 1 в 7 други)   | 2  | 19 |
| 1982 | „You Can't Hurry Love“                     | 1  | 10 |
| 1984 | „Against All Odds (Take a Look at Me Now)“ | 2  | 1  |
| 1984 | „Easy Lover“ (с Филип Бейли)               | 1  | 2  |
| 1985 | „One More Night“                           | 4  | 1  |
| 1985 | „Sussudio“                                 | 12 | 1  |
| 1985 | „Separate Lives“ (с Мерилин Мартин)        | 4  | 1  |
| 1988 | „A Groovy Kind of Love“                    | 1  | 1  |
| 1988 | „Two Hearts“                               | 6  | 1  |
| 1989 | „Another Day in Paradise“                  | 2  | 1  |

## Видеография

### Видеоалбуми
- 1983: Live at Perkins Palace
- 1983: Video EP
- 1985: No Tickets Required
- 1985: No Jacket Required EP
- 1989: The Singles Collection
- 1990: Seriously Live in Berlin
- 1990: Knebworth '90
- 1992: ...But Seriously, the Videos
- 1994: A Closer Look – Both Sides Tour '94
- 1998: Live and Loose in Paris
- 1999: Classic Albums Face Value
- 2000: Live and Loose in Paris
- 2003: A Life Less Ordinary
- 2003: Serious Hits... Live!
- 2004: Finally... The First Farewell Tour
- 2007: The Long Goodnight – A Film About Phil Collins
- 2010: Going Back – Live at Roseland Ballroom, NYC
- 2012: Live at Montreux 2004

### Музикални видеоклипове
- 1981: In the Air Tonight
- 1981: I Missed Again
- 1982: Thru These Walls
- 1982: You Can't Hurry Love
- 1983: I Don't Care Anymore
- 1983: Don't Let Him Steal Your Heart Away
- 1984: Against All Odds (Take a Look at Me Now)
- 1985: Easy Lover" (дует с Филип Бейли)
- 1985: Sussudio
- 1985: One More Night
- 1985: Don't Lose My Number
- 1985: Take Me Home
- 1985: Separate Lives
- 1988: A Groovy Kind of Love
- 1988: Two Hearts (Version 1)
- 1988: Two Hearts (Version 2)
- 1989: Another Day in Paradise
- 1990: I Wish It Would Rain Down
- 1990: Do You Remember?
- 1990: Something Happened on the Way to Heaven
- 1990: That's Just the Way It Is
- 1990: Hang in Long Enough
- 1991: Who Said I Would (Live)
- 1993: Both Sides of the Story
- 1994: Everyday
- 1994: We Wait and We Wonder
- 1994: Can't Turn Back the Years
- 1996: Dance into the Light
- 1997: No Matter Who
- 1997: It's in Your Eyes
- 1997: Wear My Hat
- 1998: True Colours
- 1999: Strangers Like Me
- 1999: You'll Be in My Heart
- 2000: Can't Stop Loving You
- 2003: Wake Up Call
- 2003: Look Through My Eyes
- 2004: No Way Out
- 2004: (Love Is Like A) Heatwave
- 2010: Going Back
- 2010: Girl (Why You Wanna Make Me Blue)